# Iași Open 2022
Lo Iași Open 2022 è stato un torneo di tennis professionistico maschile e femminile giocato sui campi in terra rossa del Baza Sportivă Ciric di Iași, in Romania. È stata la 3ª edizione del torneo maschile, facente parte della categoria Challenger 100 nell'ambito dell'ATP Challenger Tour 2022, con un montepremi di 90 280 €. È stata invece la 1ª edizione del torneo femminile, facente parte della categoria WTA 125 con un montepremi di 115 000 $. Il torneo maschile si è giocato dall'11 al 17 luglio 2022 mentre quello femminile si è tenuto sugli stessi campi dal 1º al 7 agosto 2022.

## Partecipanti ATP singolare

### Teste di serie
| Nazionalità | Giocatore             | Ranking* | Testa di serie |
| ----------- | --------------------- | -------- | -------------- |
| Rep. Ceca   | Jiří Lehečka          | 72       | 1              |
| Spagna      | Pablo Andújar         | 100      | 2              |
| Rep. Ceca   | Zdeněk Kolář          | 119      | 3              |
|             | Aleksandr Ševčenko    | 158      | 4              |
| Francia     | Geoffrey Blancaneaux  | 165      | 5              |
| Rep. Ceca   | Dalibor Svrčina       | 178      | 6              |
| Argentina   | Renzo Olivo           | 186      | 7              |
| Brasile     | Felipe Meligeni Alves | 197      | 8              |

* Ranking al 27 giugno 2022.

### Altri partecipanti
I seguenti giocatori hanno ricevuto una wild card per il tabellone principale:
- Marius Copil
- Cezar Crețu
- David Ionel

I seguenti giocatori sono entrati in tabellone come alternate:
- Filip Cristian Jianu
- Oleksii Krutykh
- Lucas Miedler
- Nikolás Sánchez Izquierdo
- Louis Wessels

I seguenti giocatori sono passati dalle qualificazioni:
- Matheus Pucinelli de Almeida
- Nicolae Frunză
- José Pereira
- Ilya Snițari
- Ștefan Paloși
- Joris De Loore

I seguenti giocatori sono entrati in tabellone come lucky loser:
- Andrey Chepelev
- Oleg Prihodko

## Partecipanti WTA singolare

### Teste di serie
| Nazionalità | Giocatore           | Ranking* | Testa di serie |
| ----------- | ------------------- | -------- | -------------- |
| Svizzera    | Viktorija Golubic   | 103      | 1              |
| Ungheria    | Panna Udvardy       | 106      | 2              |
| Romania     | Ana Bogdan          | 108      | 3              |
| Serbia      | Olga Danilović      | 111      | 4              |
| Brasile     | Laura Pigossi       | 113      | 5              |
| Francia     | Kristina Mladenovic | 116      | 6              |
| Romania     | Irina Bara          | 125      | 7              |
| Georgia     | Ekaterine Gorgodze  | 126      | 8              |

* Ranking del 25 luglio 2022

### Altre partecipanti
Le seguenti giocatrici hanno ricevuto una wild-card per il tabellone principale:
- Andreea Prisăcariu
- Antonia Ružić
- Oana Georgeta Simion
- Briana Szabó

Le seguenti giocatrici sono passate dalle qualificazioni:
- Dar'ja Astachova
- Cristina Dinu
- Ilona Georgiana Ghioroaie
- Yuki Naito

Le seguenti giocatrici sono state ripescate in tabellone come lucky loser:
- Lavinia Tănăsie
- Olivia Tjandramulia

### Ritiri
- Julia Grabher → sostituita da  Nadia Podoroska
- Arianne Hartono → sostituita da  Alexandra Cadanțu-Ignatik
- Ylena In-Albon → sostituita da  Dea Herdželaš
- Gabriela Lee → sostituita da  Lavinia Tănăsie
- Laura Pigossi → sostituita da  Olivia Tjandramulia
- Anna Karolína Schmiedlová → sostituita da  Despina Papamichail

## Partecipanti WTA doppio

### Teste di serie
| Nazionalità | Giocatore        | Nazionalità | Giocatore            | Ranking* | Testa di serie |
| ----------- | ---------------- | ----------- | -------------------- | -------- | -------------- |
| Rep. Ceca   | Anastasia Dețiuc | Francia     | Elixane Lechemia     | 242      | 1              |
|             | Angelina Gabueva |             | Anastasija Zacharova | 275      | 2              |
| Indonesia   | Beatrice Gumulya | Australia   | Olivia Tjandramulia  | 347      | 3              |
| Ungheria    | Réka Luca Jani   | Ungheria    | Panna Udvardy        | 348      | 4              |

* Ranking del 25 luglio 2022

### Altri partecipanti
La seguente coppia ha ricevuto una wild card per il tabellone principale:
- Daria Munteanu /  Catrinel Onciulescu

La seguente coppia è entrata in tabellone con il ranking protetto:
- Hsieh Yu-chieh /  Lu Jingjing

### Ritiri
Prima del torneo
- Maja Chwalińska /  Jesika Malečková → sostituite da  Andreea Prisăcariu /  Anita Wagner
- Anastasia Dețiuc /  Miriam Kolodziejová → sostituite da  Anastasia Dețiuc /  Elixane Lechemia
- Elixane Lechemia /  Laura Ioana Paar → sostituite da  Paula Ormaechea /  Prarthana Thombare

## Campioni

### Singolare maschile
Felipe Meligeni Alves ha sconfitto in finale  Pablo Andújar con il punteggio di 6–3, 4–6, 6–2.

### Singolare femminile
Ana Bogdan ha sconfitto in finale  Panna Udvardy con il punteggio di 6–2, 3–6, 6–1.

### Doppio maschile
Geoffrey Blancaneaux /  Renzo Olivo hanno sconfitto in finale  Diego Hidalgo /  Cristian Rodríguez con il punteggio di 6–4, 2–6, [10–6].

### Doppio femminile
Dar'ja Astachova /  Andreea Roșca hanno sconfitto in finale  Réka Luca Jani /  Panna Udvardy con il punteggio di 7–5, 5–7, [10–7].